# Gustavo Hamer
Gustavo Hamer (Itajaí, 24 giugno 1997) è un calciatore brasiliano naturalizzato olandese, centrocampista del Coventry City.

## Biografia
Nato in Brasile, è stato adottato da piccolo da una famiglia olandese.

## Carriera

### Club
Arrivato nel settore giovanile del Feyenoord nel 2011 (in precedenza era stato scartato dall’ADO Den Haag a causa del fisico esiguo), ha esordito in prima squadra il 2 aprile 2017, nella sconfitta ottenuta per 2-1 contro l’Ajax.
Il 7 agosto viene ceduto in prestito al Dordrecht, con cui disputa una buona stagione, arrivando a sfiorare la promozione in Eredivisie. Il 2 maggio 2018 passa a titolo definitivo al PEC Zwolle, con cui firma un triennale.

### Nazionale
Ha giocato nelle nazionali giovanili olandes Under-15, Under-18 ed Under-20.

## Statistiche

### Presenze e reti nei club
Statistiche aggiornate al 2 settembre 2018.
| Stagione        | Squadra         | Campionato      | Campionato | Campionato | Coppe nazionali | Coppe nazionali | Coppe nazionali | Coppe continentali | Coppe continentali | Coppe continentali | Altre coppe | Altre coppe | Altre coppe | Totale | Totale | Totale |
| Stagione        | Squadra         | Comp            | Pres       | Reti       | Comp            | Pres            | Reti            | Comp               | Pres               | Reti               | Comp        | Pres        | Reti        | Pres   | Reti   |        |
| --------------- | --------------- | --------------- | ---------- | ---------- | --------------- | --------------- | --------------- | ------------------ | ------------------ | ------------------ | ----------- | ----------- | ----------- | ------ | ------ | ------ |
| 2016-2017       | Feyenoord       | ED              | 2          | 0          | CO              | 0               | 0               | UEL                | -                  | -                  | -           | -           | -           | 2      | 0      |        |
| 2017-2018       | Dordrecht       | ED              | 34+4       | 3          | CO              | 1               | 0               | -                  | -                  | -                  | -           | -           | -           | 39     | 3      |        |
| 2018-2019       | PEC Zwolle      | ED              | 4          | 0          | CO              | 0               | 0               | -                  | -                  | -                  | -           | -           | -           | 4      | 0      |        |
| Totale carriera | Totale carriera | Totale carriera | 40+4       | 3          |                 | 1               | 0               |                    | -                  | -                  |             | -           | -           | 45     | 3      |        |

## Palmarès

### Club

#### Competizioni nazionali
- Campionato olandese: 1

Feyenoord: 2016-2017
- Supercoppa dei Paesi Bassi: 1

Feyenoord: 2017